# MFK Skalica
El MFK Skalica es un equipo de fútbol de Eslovaquia que juega en la Niké liga, la primera división nacional.

## Historia
Fue fundado en el año 1920 en el poblado de Skalica como ŠK Skalica, y han cambiado de nombre en varias ocasiones:
- 1920–1945: ŠK Skalica
- 1945–1953: Sokol Tekla Skalica
- 1953–1963: DŠO Tatran Skalica
- 1963–1990: TJ ZVL Skalica
- 1990–2006: Športový klub ŠK Skalica
- 2006–presente: MFK Skalica[1]

En sus primeros 40 años fueron un equipo que no jugó torneos nacionales hasta 1963, aunque nunca llegaron a pasar de la cuarta categoría durante los años en Checoslovaquia. Fue hasta la temporada 2013/14 que juegan por primera vez en la 3. liga, llegando dos años después a la Fortuna Liga por primera vez, pero fue una etapa rápida luego de descender tras una temporada al terminar en último lugar entre 12 equipos.
Luego de seis años en la segunda división regresan a la Fortuna Liga para la temporada 2022/23, donde finalizó en octavo lugar y mantuvo la categoría.